# Compressore centrifugo

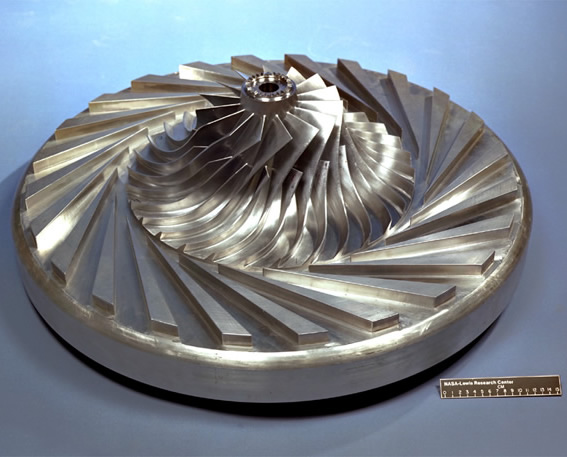
Un compressore centrifugo è costituito da un corpo esterno che racchiude una girante con il suo diffusore (in questo caso di tipo cuneiforme)

Un compressore centrifugo, o compressore radiale, è una turbomacchina operatrice nella quale una girante posta in rapida rotazione fornisce energia ad un fluido comprimibile al fine di aumentarne la pressione.

## Storia

Diverse configurazioni di un compressore centrifugo

Le prime applicazioni con l'impiego di ventilatore centrifugo si ebbero nel campo dell'industria mineraria estrattiva per la ventilazione forzata delle miniere a partire dal XVI secolo. A tutt'oggi rimane però incerta l'invenzione della girante, che è antecedente.
Alcuni pensano che sia stato Leonardo da Vinci a suggerire per primo l'uso della forza centrifuga per sollevare liquidi, altre fonti riportano che fu Johann Jordan, nel 1680, a costruire una primitiva pompa centrifuga, seguito nel 1703 da Denis Papin che la utilizzò per chiarire la formazione di un vortice forzato in un contenitore circolare o spirale mediante l'uso di palette. In seguito altri scienziati come Kernelien Le Demour, nel 1732, e Daniel Gabriel Fahrenheit descriveranno giranti centrifughe, ma non risultano applicazioni pratiche dei loro studi.
Tra il 1752 ed il 1754, Eulero discusse nell'ambito delle sue ricerche nel campo dell'idrodinamica, la sua teoria sui vortici. Solo nel 1818, però, viene costruita da un anonimo la prima pompa centrifuga moderna, nota come la Pompa di Boston (o del Massachusetts), suo luogo di origine.
Il primo brevetto per una turbina a gas fu rilasciato nel 1791 all'inglese John Barber, ma la tecnologia dell'epoca non era ancora pronta. La scarsa efficienza dei compressori, unita a materiali che non erano in grado di resistere alle alte temperature impedirono, fino ai primi anni del XX secolo, di costruire delle turbine in grado di muovere il compressore e fornire allo stesso tempo lavoro utile. I primi a riuscire nell'impresa furono i fratelli Armengaud in Francia, che sulla base di un brevetto di Charles Lemale costruirono una turbina tra il 1905 ed il 1906. Questa turbina di tipo misto vapore-aria era dotata di un compressore centrifugo multistadio che forniva un rapporto di compressione totale di 3:1 e benché funzionasse, aveva un rendimento di solo il 3%.
In campo aeronautico bisognerà attendere gli anni trenta perché la tecnologia permettesse l'uso della turbina a gas per la propulsione aerea con i primi modelli di turbogetto con compressore centrifugo studiati da Frank Whittle in Gran Bretagna e Hans von Ohain in Germania.

## Descrizione del funzionamento

Andamento qualitativo della pressione e della velocità nelle varie sezioni di un compressore centrifugo.

Il compressore centrifugo è costituito da un disco palettato (girante o impeller) messo in rotazione ad alta velocità. A causa della forza centrifuga impressa dal disco palettato, l'aria viene aspirata dal centro della girante ed accelerata radialmente con un certo incremento di pressione dinamica. L'aria, una volta lasciata la girante, viene convogliata in un diffusore costituito da canali divergenti (parte statorica della turbomacchina) che converte l'energia cinetica in energia di pressione.
Generalmente i compressori centrifughi sono progettati in modo tale che l'aumento di pressione avvenga per metà nella girante e per metà nel diffusore, cioè con un grado di reazione pari ad 1/2. Maggiore è la velocità di rotazione della girante e maggiore sarà la portata e l'aumento di pressione. Il limite superiore alla velocità di rotazione è però dettato da considerazioni costruttive legate agli sforzi meccanici che agiscono sul disco e alla velocità dell'aria in uscita dalla girante che deve essere minore di Numero di Mach 1 per evitare gli effetti di compressibilità per il Muro del suono e di limite di pompaggio che porterebbero ad un crollo dell'efficienza del compressore.

## Componenti principali
Il compressore radiale si costituisce di una parte rotorica (girante) ed una statorica (diffusore) racchiuse da un corpo (o carcassa) che funge da presa d'aria (in ingresso) e da collettore in uscita. In alcuni motori aeronautici, più compressori centrifughi possono essere montati in serie (uno a valle dell'altro) per aumentare il rapporto di compressione totale.

### Trasmissione
La trasmissione del moto alla girante può avvenire in vari modi:
- Diretto, soluzione tipica dei motori a reazione degli aerei, dove l'albero motore aziona anche il compressore centrifugo.
- Cinghie, cinghie di vario tipo utilizzate per trasmettere il moto tra due pulegge.
  - Variatore, si tratta di una soluzione con cinghie trapezoidali e pulegge a dimensione variabile, che permettono un aumento del range di funzionamento.[8]
- Ingranaggi, tramite una cascata d'ingranaggi si aziona la girante.
  - Epicicloide, soluzione che utilizza una cascata d'ingranaggi secondo il modello epicicloide, come nel caso della Kawasaki Ninja H2.

### Girante

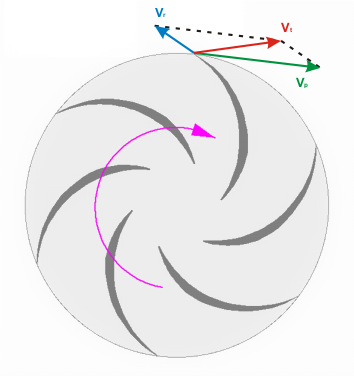
Schema in vista frontale di una girante di un compressore centrifugo, con evidenziato il relativo triangolo delle velocità.

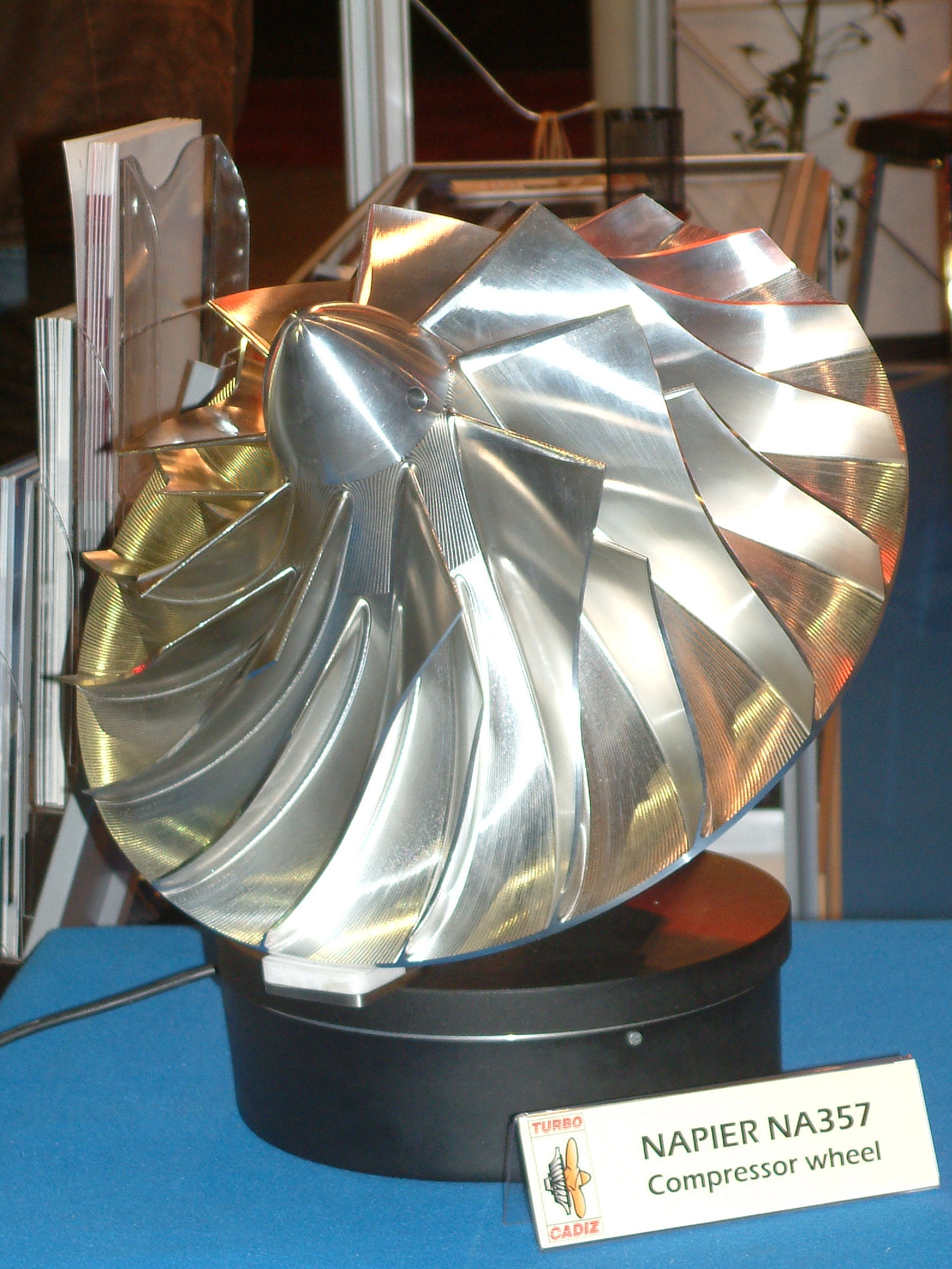
Girante del tipo aperto di un compressore centrifugo.

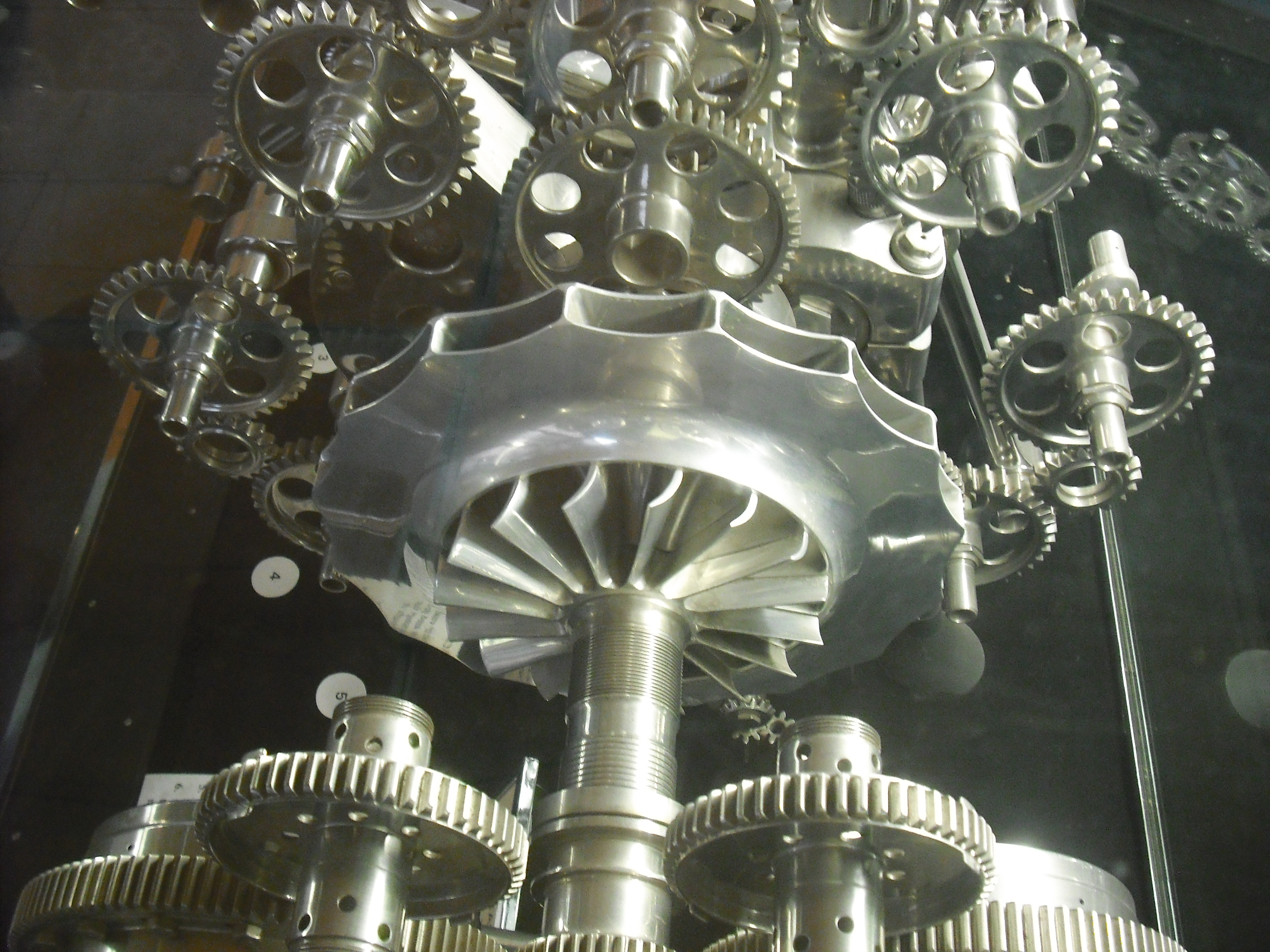
Girante del tipo chiuso di un compressore centrifugo.

La girante, costituita da un disco rotorico, può essere aperta o chiusa (c'è un secondo disco ricavato sulla girante che copre le palette e sigilla i canali), inoltre la palettata può essere su una sola o su entrambe le facce del disco. Quest'ultimo caso, girante a doppio ingresso, fu largamente utilizzata nei primi motori turbogetto dotati di compressore centrifugo (come il Nene) per aumentarne la portata con un ingombro assiale leggermente superiore.
I primi compressori centrifughi avevano le palettature radiali dritte in modo da resistere meglio agli sforzi meccanici dovuti alla forza centrifuga. Con l'affinamento delle tecniche metallurgiche e l'introduzione di nuovi materiali le palette seguono profili curvi che migliorano il rendimento. Nel caso ideale, a parità di velocità periferica della girante (Vp nell'immagine a fianco), un profilo di uscita curvato in senso contrario a quello di rotazione, comporta minori velocità assolute (Vt) e minori perdite nel diffusore, viceversa un profilo con il bordo di attacco curvato nel senso di rotazione favorisce l'ingresso dell'aria. Per questo motivo, palettature con angolo di uscita maggiore di 90° (quindi curvate in avanti, in maniera concorde al verso di rotazione), vengono spesso usate nel caso di ventilatori dove la componente cinetica ha un ruolo rilevante rispetto alla variazione del livello di pressione tra ingresso e uscita della girante.
Nel caso ideale l'aria lascia la girante con la sola velocità relativa (Vr) a cui, come detto si somma la velocità periferica. Nel caso reale, però, all'interno di ogni canale compreso tra due palette si stabilisce un gradiente di pressione trasversale (in analogia a quanto succede in un profilo alare) che genera una componente di velocità relativa tale da far scivolare l'aria all'indietro di un certo angolo. Questo comporta che, nel caso reale, la componente della velocità dell'aria in uscita tangenziale alla girante, sarà inferiore alla velocità periferica della girante, riducendo lo scambio energetico teorico (per unità di massa) a disposizione che varrà (per un compressore centrifugo con ingresso assiale ed uscita radiale):
{\displaystyle \Delta h_{0}=V_{p}V_{t_{p}}=\sigma V_{p}^{2}}
dove con {\displaystyle V_{t_{p}}} si indica la componente tangenziale al disco della velocità di uscita, con  {\displaystyle V_{p}} la velocità periferica della girante e con {\displaystyle \sigma } (anche chiamato slip factor) il rapporto tra le due velocità (con un valore tipico di circa 0,9).
In più, a causa delle perdite di attrito dovute al passaggio dell'aria tra i vari componenti del compressore, dovrà essere fornito un lavoro maggiore di quello ideale, ed introducendo un power input factor {\displaystyle \psi } (con valori tipici compresi tra 1,035 e 1,04) lo scambio energetico nel compressore varrà:
{\displaystyle \Delta h_{0}=\psi \sigma V_{p}^{2}}
Il rapporto di compressione può essere espresso considerando la trasformazione come adiabatica, dal momento che la rapidità del passaggio dell'aria nel compressore rende trascurabili gli scambi termici con l'esterno. Introducendo il rendimento adiabatico (ηc) il rapporto di compressione può essere espresso come:
{\displaystyle \left({\frac {P_{02}}{P_{01}}}\right)=\left(1+{\frac {\eta _{c}\psi \sigma V_{p}^{2}}{C_{p}T_{01}}}\right)^{\left({\frac {\gamma }{\gamma -1}}\right)}}
dove con {\displaystyle P_{01}} e {\displaystyle P_{02}} sono indicate le pressioni totali all'ingresso ed all'uscita del compressore, con {\displaystyle C_{p}} il calore specifico a pressione costante, con {\displaystyle \gamma } il rapporto dei calori specifici a pressione e volume costanti e con {\displaystyle T_{01}} la temperatura di ristagno in ingresso.
Maggiore è la velocità di rotazione della girante e più alto sarà il rapporto di compressione ottenibile. D'altro canto velocità periferiche elevate comportano conseguenti sforzi meccanici deleteri per il profili curvilinei ed i dischi rotorici. Per giranti in lega leggera la velocità periferica è in genere limitata a circa 460 m/s, che consente di ottenere (con un solo stadio) rapporti di compressione di circa 4:1. Utilizzando materiali più resistenti quali le leghe di titanio si possono ottenere rapporti di compressione superiori a 8:1.

### Diffusore
L'aria in uscita da una girante possiede un'elevata energia cinetica che deve essere opportunamente convertita in un aumento di pressione statica. La diffusione in un flusso subsonico può essere ottenuta realizzando un condotto divergente. Dal momento, però, che il flusso incontra lungo il condotto un gradiente di pressione contrario, l'angolo di divergenza delle pareti non dovrà essere troppo elevato in modo da evitare il distacco della vena in prossimità delle pareti con formazione di vortici e conseguente perdita di pressione statica ed aumento di temperatura. Se, invece, l'angolo fosse troppo piccolo si avrebbe un aumento della lunghezza del condotto con aumento di peso e perdita di pressione totale.
Generalmente la divergenza che permette di avere condotti contenuti e minori perdite si attesta intorno ai 7°, valore che può raddoppiare nel caso di diffusori con un basso rapporto lunghezza/larghezza (o raggio) senza che si verifichino consistenti perdite di pressione di ristagno.

### Collettore
All'uscita del diffusore il flusso può essere raccolto da un unico collettore (se l'aria deve essere inviata ad un'unica utilizzazione) oppure da una serie di collettori se sono necessarie alimentazioni separate, come, ad esempio, le camere di combustione di tipo tubolare in un turbogetto.

## Effetti di comprimibilità
Quando la velocità relativa tra un fluido comprimibile ed un corpo solido raggiunge velocità prossime a quella del suono (numero di Mach = 1), si innescano fenomeni di distacco di vena con formazione di vortici e onde d'urto che dissipano energia comportando notevoli perdite di pressione totale. Dal momento che il processo di diffusione è già critico a bassa velocità, appare chiaro che raggiungere velocità soniche in ingresso ad un diffusore può dar luogo a grosse perdite. Nei compressori di tipo aeronautico, per questioni di ingombro e peso si cerca di ottenere le massime portate con giranti di piccole dimensioni, raggiungendo velocità di rotazione assai elevate, ma generalmente dimensionate in modo da non superare Mach 0,8.
In un compressore di tipo aeronautico, poi, non è trascurabile la velocità di ingresso nella girante dal momento che la velocità relativa in ingresso alle estremità delle palette può anche raggiungere Mach 1. Questo può essere in parte attenuato installando nella presa d'aria delle palettature fisse che inducono una rotazione del flusso in ingresso alla girante riducendo la velocità relativa sulle palette della girante. D'altra parte questa soluzione riduce lo scambio energetico teorico del compressore di una quantità pari al prodotto tra la componente assiale ({\displaystyle V_{i}}) e la componente tangenziale ({\displaystyle V_{t_{i}}}) della velocità in ingresso
{\displaystyle \Delta h_{0}=V_{p}V_{t_{p}}-V_{i}V_{t_{i}}}

## Fenomeni di instabilità
All'interno di un compressore si possono creare fenomeni di instabilità che condizionano il rendimento della macchina. Si identificano in particolare instabilità a livello globale che coinvolgono l'intero sistema macchina-circuito esterno e instabilità a livello locale che interessano solamente il funzionamento della macchina. Generalmente fenomeni di instabilità di tipo globale si verificano in particolari condizioni di funzionamento alle quali piccole perturbazioni vengono amplificate dal sistema anziché essere smorzate.
Il ciclo di pompaggio è un fenomeno di instabilità globale (generato al raggiungimento del limite di pompaggio) che coinvolge sia compressori centrifughi sia compressori assiali. Le oscillazioni (che in genere hanno frequenza di pochi hertz), causate dalla repentina variazione di portata richiesta dall'utilizzatore, producono variazioni di pressione nel ramo di mandata del circuito con conseguente riflusso verso il compressore.
Lo stallo rotante è un fenomeno di instabilità locale creato per distacco della vena fluida dalla superficie delle palette che si verifica soprattutto al diminuire della portata e costante regime di rotazione della macchina. Questo tipo di instabilità comporta variazioni di portata ridotte a differenza del pompaggio ma causa sollecitazioni periodiche sulle palette che possono generare rotture per fatica. Occorre sottolineare che questo tipo di fenomeno è maggiormente presente nei compressori assiali, in quanto i compressori centrifughi hanno un campo centrifugo radiale che impedisce o rende più difficile il distacco della vena fluida dalla paletta.

## Applicazioni

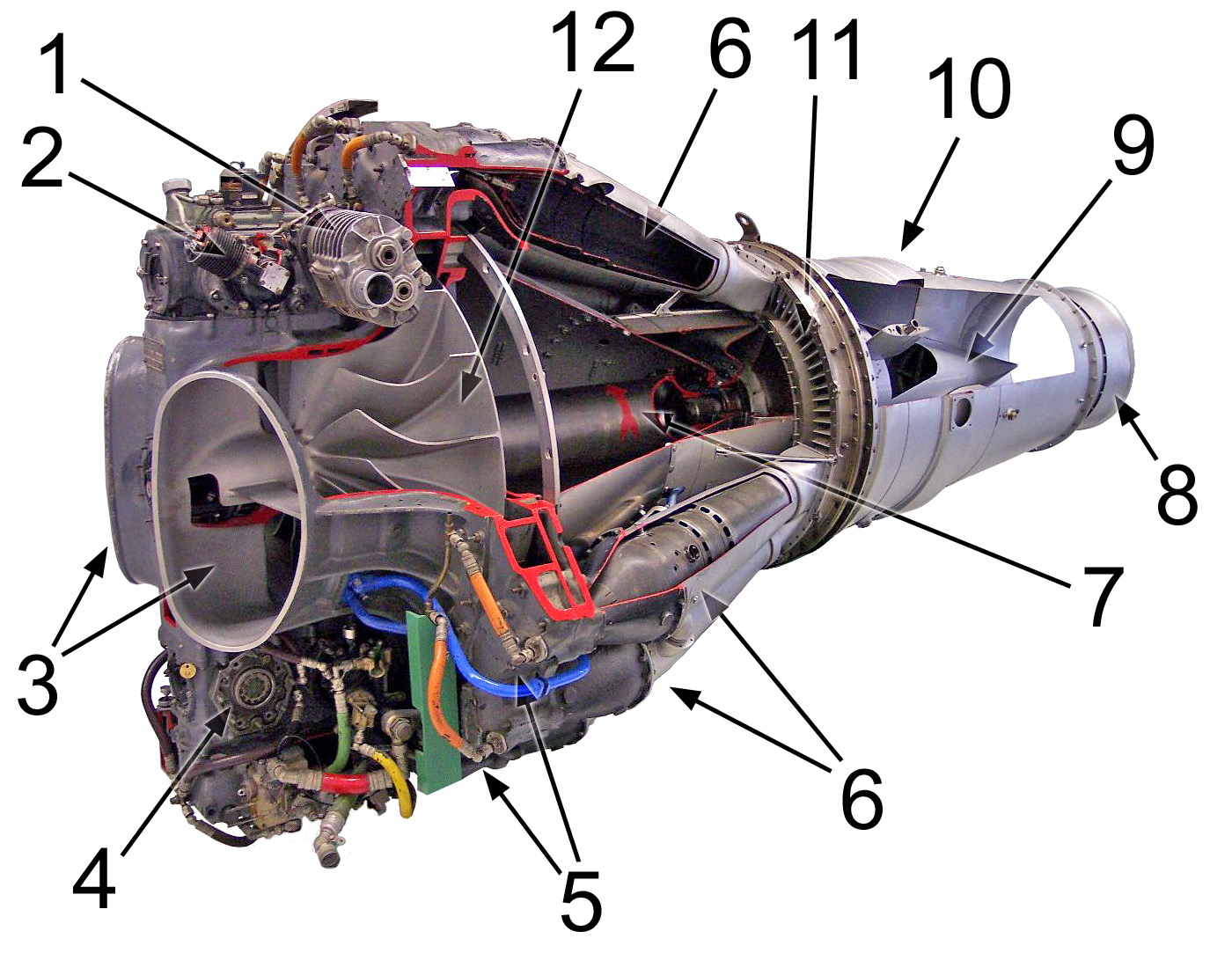
Spaccato di un compressore centrifugo di un motore turbogetto (de Havilland Goblin):
1. Compressore per il condizionamento dell'aria in cabina
2. Compressore per il sistema pneumatico (carrelli ed organi ausiliari)
3. Presa d'aria (fornita dalle prese d'aria alla radice alare)
4. Aggancio del motorino d'avviamento (non montato)
5. Tubicini di alimentazione degli iniettori all'interno della camera di combustione
6. 16 camere di combustione tubolari disposte attorno al motore
7. Albero principale, connette compressore e turbina
8. Cono posteriore (carenatura della turbina) dello scarico
9. Ugello di scarico
10. Manicotto attorno allo scarico che fornisce aria calda per il riscaldamento dell'abitacolo
11. Palettatura statorica della turbina
12. Compressore centrifugo

Questi compressori sono principalmente utilizzati in piccoli motori aeronautici o nell'industria automobilistica e motociclistica (Kawasaki H2) come parte del sistema di sovralimentazione.
Sono molto usati nelle applicazioni di processo e per applicazioni in cui si voglia evitare ogni contaminazione del gas pompato con fluidi o solidi - non richiede infatti lubrificazione lato gas, in quanto gli alberi sono a sbalzo, come nella Pompa centrifuga, consentono buoni rapporti di compressione per stadio (fino a 10:1 per i compressori radiali) e solitamente non minori di 1,5.
I compressori centrifughi vengono impiegati:
- per piccoli motori a getto, dove l'ingombro trasversale incide meno rispetto ai motori più grandi;
- in piccole turbine a gas come unità ausiliarie di potenza;
- nei turbocompressori dei motori a combustione interna;
- negli evaporatori a termocompressione per l'innalzamento della pressione del vapore a valori adatti alla condensazione;
- per la movimentazione del gas naturale dal sito di produzione al consumatore e all'interno degli impianti di produzione;
- nelle raffinerie di petrolio, negli impianti petrolchimici e negli impianti chimici;
- negli impianti di frazionamento dell'aria;
- all'interno di cicli frigoriferi;
- per la fornitura di aria compressa alla strumentazione di processo;
- nei sistemi di pressurizzazione e condizionamento degli aerei;
- come ventola di raffreddamento nei motori con raffreddamento ad aria forzata.
- come estrattori di gas incondensabile dai condensatori nelle centrali elettriche geotermiche: il compressore estrae i gas incondensabili e l'aria di trafilamento dal condensatore per mantenere un opportuno grado di vuoto.

## Vantaggi

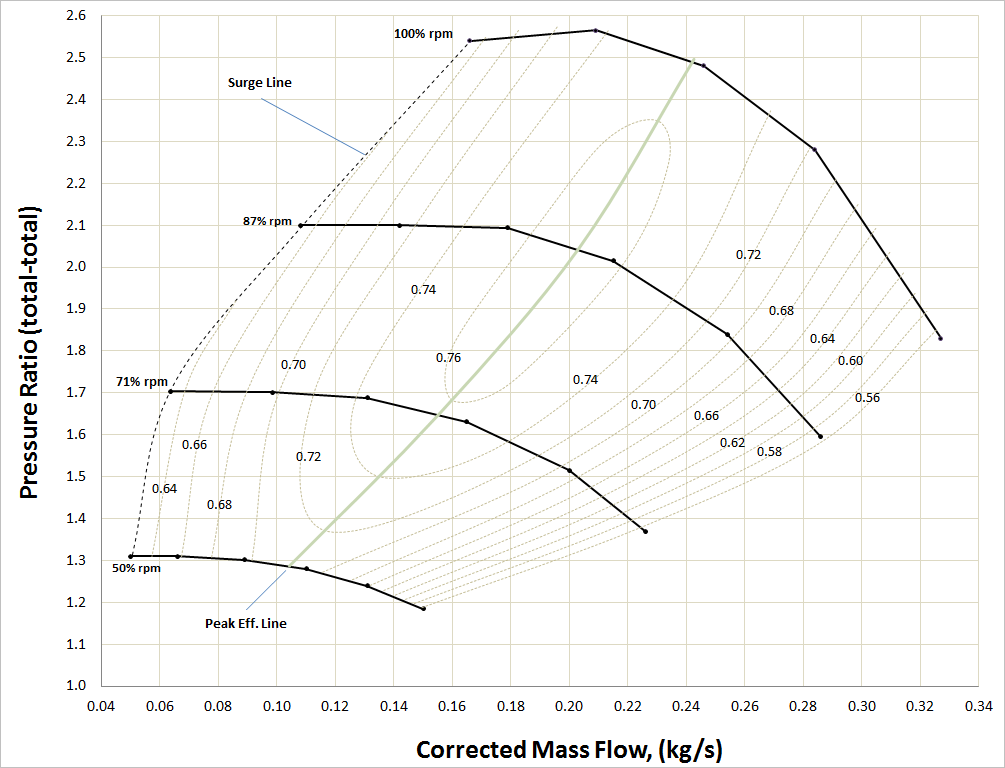
Grafico del rendimento di un compressore centrifugo, in funzione della compressione e del regime e flusso

I vantaggi di un compressore centrifugo :
- compattezza assiale;
- attriti meccanici ridotti grazie alla compattezza assiale (che si traduce in una buona efficienza meccanica {\displaystyle \eta _{m}});
- basso costo di realizzazione;
- portate elevate (se confrontate con quelle dei compressori alternativi);
- elevato rapporto di compressione per stadio in confronto ad un compressore assiale.

## Svantaggi
Svantaggi di un compressore centrifugo :
- basso rapporto di compressione totale (rispetto ad un compressore alternativo)
- esistenza di una velocità minima operativa; i compressori centrifughi presentano un limite inferiore nella velocità operativa, al di sotto del quale il funzionamento della macchina non avviene o non è garantito;
- esistenza di una velocità massima operativa oltre la quale le vibrazioni ricevute dal rotore non sono ammissibili dal punto di vista meccanico (si parla quindi di «giranti non equilibrate»);[12]
- possibile insorgenza del fenomeno dello stallo (fenomeno assente nei compressore alternativo).